# جد مونتيرو
جد مونتيرو هي لاعبة كرة طائرة وعارضة وممثلة فلبينية، ولدت في 6 سبتمبر 1988 في مدينة كيزون في الفلبين.

## وصلات خارجية
- جد مونتيرو على موقع IMDb (الإنجليزية)